# Benkara emanuelssoniana
Benkara emanuelssoniana là một loài thực vật có hoa trong họ Thiến thảo. Loài này được (Ridsdale) Ridsdale mô tả khoa học đầu tiên năm 2008.